# زانکت گانگلوف
زانکت گانگلوف (به آلمانی: St. Gangloff) یک شهر در آلمان است که در زاله‌هلتسلاند واقع شده‌است. زانکت گانگلوف ۱٬۲۲۹ نفر جمعیت دارد.